# 43 Аријадна
43 Аријадна (енгл. 43 Ariadne) је астероид главног астероидног појаса са пречником од приближно 65,88 km.
Афел астероида је на удаљености од 2,573 астрономских јединица (АЈ) од Сунца, а перихел на 1,833 АЈ.
Ексцентрицитет орбите износи 0,167, инклинација (нагиб) орбите у односу на раван еклиптике 3,467 степени, а орбитални период износи 1194,664 дана (3,270 године).
Апсолутна магнитуда астероида је 7,93 а геометријски албедо 0,274.
Астероид је откривен 15. априла 1857. године.